# 邁克爾·杜格
邁克爾·杜格（Michael Dugher，1975年4月26日—）是一位英格蘭政治人物，他的黨籍是工黨。自2010年開始，他擔任東班士利選區選出的英國下議院議員，至2017年卸任。他是一位親以色列的工黨人士。